# Defrutum
Il defrutum era un condimento a base di mosto ridotto utilizzato dai cuochi di Roma antica; assieme al garum era una delle salse più usate nella preparazione di ogni sorta di pietanza.

## Modalità di preparazione e usi
Il defrutum era ottenuto da un lungo processo di bollitura: in grosse caldaie veniva posto il succo o il mosto d'uva che andava via via concentrandosi a seguito della cottura e dell'evaporazione del liquido. Il defrutum era pronto quando la quantità di liquido arrivava a circa metà del livello originale e la concentrazione in zucchero raggiungeva un tenore adeguato.
A volte veniva realizzata una seconda bollitura che portava ad un ulteriore restringimento del defrutum ottenendo un composto viscoso e dolcissimo denominato sapa (ancora oggi in alcune regioni è possibile mangiare dolci a base di sapa, cioè mosto cotto e concentrato).
L'uso culinario principale del defrutum era la dolcificazione del vino. Veniva utilizzato nella preparazione di pietanze a base di carne sia singolarmente (conferendo all'alimento un leggero gusto agrodolce) ma anche in associazione con altri condimenti: veniva spesso mescolato in proporzioni variabili con il garum dando origine alla popolare salsa oenogarum. Dato l'elevato tenore zuccherino, veniva impiegato nella preparazione di marmellate e conserve a base di mele cotogne e melone (spesso date in dotazione al singolo soldato delle legioni romane come fonte supplementare di energia).
Molteplici gli usi secondari: alcune donne romane facevano del defrutum una sorta di maschera cosmetica per il viso, aggiungendovi qualche goccia di essenze vegetali, petali o frutta. Alcuni allevatori, soprattutto di volatili, aggiungevano all'alimentazione quotidiana dei loro animali piccole quantità di defrutum per migliorare il gusto delle loro carni.

## Storia
Numerosi i frammenti che ci sono pervenuti. La maggior parte di essi sono estratti da semplici taccuini, ricettari come il De re coquinaria (L'arte culinaria) di Marco Gavio Apicio, o resoconti di attività domestiche. Ad esempio, Catone il Censore discute sulla concentrazione ideale di zucchero nel defrutum, si esprime a favore dell'uso di caldaie non metalliche, poiché in queste ultime il defrutum modifica il proprio sapore e tende ad assumere un retrogusto metallico.

## Effetti clinici
In antichità il defrutum poteva causare pericolosi avvelenamenti da piombo che poteva manifestarsi con delirio, confusione e altri problemi psichiatrici e fisici. Al tempo non si conosceva la pericolosità di questo materiale e spesso veniva preferito bollirlo in taniche fatte di piombo. Si pensa possa essere stato una delle cause della pazzia dell'imperatore romano Caligola e di altri suoi omologhi, essendo spesso questi degli alcolisti che allungavano il vino con questa salsa.